# Neolucanus lehmanni
Neolucanus lehmanni is een keversoort uit de familie vliegende herten (Lucanidae). De wetenschappelijke naam van de soort is voor het eerst geldig gepubliceerd in 1995 door Baba.